# Isen
Isen är en köping (Markt) i Landkreis Erding i Regierungsbezirk Oberbayern i förbundslandet Bayern i Tyskland.